# Extreme Aggression
Extreme Aggression ist das vierte Studioalbum der deutschen Thrash-Metal-Band Kreator. Es erschien am 19. Juni 1989 via Noise Records. Mit weltweit mehr als 200.000 verkauften Exemplaren ist es nach dem Nachfolgealbum Coma of Souls das zweiterfolgreichste Album der Essener Band.

## Entstehungsgeschichte
Für die Aufnahmen des Albums verpflichtete die Band den US-Amerikaner Randy Burns als Produzent. Burns machte sich zuvor durch seine Zusammenarbeit mit Bands wie Megadeth, Nuclear Assault oder Dark Angel einen Namen. Die Aufnahmen fanden im Berliner „Skytrak Studio“ statt, das der Besitzer von Noise Records, Karl Walterbach, zuvor von einer Krautrockband übernommen hatte. Nach Beendigung der Aufnahmen war Burns mit dem Schlagzeugsound unzufrieden und empfahl der Band, das Album in Los Angeles neu aufzunehmen. Obwohl die Produktionskosten dadurch in die Höhe schossen, willigte Walterbach ein und finanzierte der Band einen zweiten Studioaufenthalt. Die Mehrkosten musste die Band selber tragen.
Anfang 1989 reisten Kreator zu Burns nach Los Angeles. Petrozza nahm für seine Texte die Hilfe eines Musikers aus der lokalen Hardcore-Szene in Anspruch. Wie schon auf den drei Vorgängeralben ist der Gitarrist Jörg Trzebiatowski auf Extreme Aggression nicht zu hören, da er bei Studioaufnahmen immer viel zu nervös war. Nach dem ersten Teil der anstehenden Tournee stieg Trzebiatowski aus und zog nach München. Er wurde durch den ehemaligen Sodom-Gitarristen Frank „Blackfire“ Gosdzik ersetzt.
Das Albumcover sollte ursprünglich von Ed Repka gezeichnet werden, der unter anderem auch für Megadeth oder Toxik gearbeitet hat. Dies wurde aus Kostengründen von Karl Walterbach verhindert. Walterbach beauftragte daraufhin einen Comiczeichner aus Düsseldorf. Dessen Entwurf wiederum wurde von der Band abgelehnt. Aus Zeitdruck wurde schließlich auf Walterbachs Vorschlag ein Bandfoto verwendet.
Für das Lied „Betrayer“ wurde an der Akropolis in Athen ein Musikvideo gedreht. Da sich die Band von den örtlichen Behörden keine Genehmigung einholte, gerieten die Aufnahmen zu einem Abenteuer. Der damalige Bandmanager Boggi Kopec erinnerte sich:

„Wir haben das volle Equipment verwendet, Rauchbomben und richtig Krach! Während wir vor Angst Blut und Wasser schwitzten, haben die Touristen einen Riesenspaß gehabt.“

## Rezeption
Laut Powermetal.de-Rezensent Alex Straka wurden Kreator mit Extreme Aggression „zu einem Qualitätsmerkmal deutscher Metalkunst und stilprägend für Thrash Metal der Marke Germany“. Obwohl das Album weltweit über 200.000 Mal verkauft wurde, schaffte das Album nicht den Sprung in die Charts, woran der Noise-Records-Chef Karl Walterbach nicht ganz unschuldig war.

„Karl hat damals oft vergessen, die Platten bei Media Control anzumelden. Darum sind wir bis zu unserem Wechsel zu G.U.N. Records auch nie in den Charts aufgetaucht, obwohl sich die Scheiben super verkauft haben.“

In dem Buch „Best of Rock & Metal“ des deutschen Rock-Hard-Magazins, in dem die nach Meinung der Rock-Hard-Redaktion 500 stärksten Metal- und Hard-Rock-Alben aller Zeiten aufgeführt werden, belegte Extreme Aggression Platz 142. Laut Uwe Buffo Schnädelbach lieferten Kreator mit dem Album „ihr Gesellenstück ab, das der Band aufgrund klar strukturierter Arrangements und des Kontrasts zwischen Härte und Melodie international zum Durchbruch verhalf“.

## Titelliste
1. Extreme Aggressions – 4:44
2. No Reason to Exist – 4:37
3. Love Us or Hate Us – 3:42
4. Stream of Consciousness – 3:53
5. Some Pain Will Last – 5:39
6. Betrayer – 3:59
7. Don't Trust – 3:43
8. Bringer of Torture – 2:15
9. Fatal Energy – 4:57

## Chartplatzierungen
| ChartsChartplatzierungen | Höchstplatzierung | Wochen |
| ------------------------ | ----------------- | ------ |
| Deutschland (GfK)        | 90 (1 Wo.)        | 1      |